# مارتین ام‌بی-۱
مارتین ام‌بی-۱ (به انگلیسی: Martin MB-1) یک هواگرد ساختِ کارخانهٔ گلن ال. مارتین کمپانی در کشور ایالات متحده آمریکا است. نخستین استفاده‌کنندهٔ این هواگرد بنگاه هوایی ارتش ایالات متحده آمریکا بوده‌است. این هواگرد برای نخستین بار در ۱۷ اوت ۱۹۱۸ میلادی مورد استفاده قرار گرفت
این هواپیما ها در حال حاضر جنبه هنری داشته و یک نمونه از ان در موزه پاریس موجود میباشد.